# Universität Hongkong
Die Universität Hongkong, Abk.: HKU (chinesisch 香港大學 / 香港大学, Pinyin Xiānggǎng Dàxué, Jyutping Hoeng1gong2 Daai6hok6, Abk.: 港大, eng. The University of Hong Kong) ist eine englischsprachige und zugleich die älteste Hochschule in Hongkong. Sie zählt zu den renommiertesten Universitäten der Welt. Umgangssprachlich wird sie auch als Hong Kong University bezeichnet. Die HKU liegt in Pokfulam (薄扶林), mit Bauten im Westen und Süden der eigentlichen Insel Hongkong auf einem Gebiet, das sich von Kennedy Town (堅尼地城) im Westen bis Waterfall Bay (瀑布灣) im Süden erstreckt.

## Geschichte

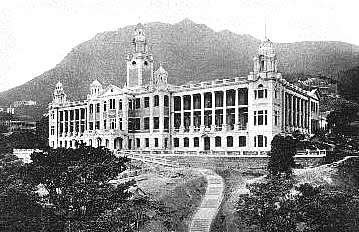
Hauptgebäude der Universität Hongkong (1912)

Die Universität Hongkong geht zurück auf das Hong Kong College of Medicine for Chinese (香港華人西醫書院), das 1887 von der anglikanischen London Missionary Society (倫敦傳道會) gegründet wurde. Die Universität selbst wurde erst geschaffen, als Sir Frederick Lugard als Gouverneur von Hongkong meinte, man müsse eine Universität in oder bei China gründen, um mit anderen europäischen Mächten gleichzuziehen, insbesondere mit Preußen, das kurz zuvor die Tongji-Universität in Shanghai gegründet hatte.
Am 16. März 1910 legte Sir Frederick Lugard den Grundstein des Hauptgebäudes mit den Worten, man gründe „eine Universität für China“. Im Jahre 1912 eröffnete die Hochschule ihre philosophische, ingenieurwissenschaftliche und medizinische Fakultäten. Die Medizinische Fakultät entstand aus dem zuvor von der London Missionary Society 1887 gegründeten und 1907 umbenannten Hong Kong College of Medicine.
Am 5. Juni 1997 wurde erstmals der Pillar of Shame am Podium des Haking-Wong-Gebäudes aufgestellt, ehe es im Dezember 2021 wieder entfernt wurde. Einen Monat später wurde in der Universität der Schriftzug zum Gedenken an die Opfer des Tian’anmen-Massakers überdeckt.
Die Universität ist Mitglied im Hochschulnetzwerk Universitas 21 und Mitglied der Association of Commonwealth Universities.

## Organisation

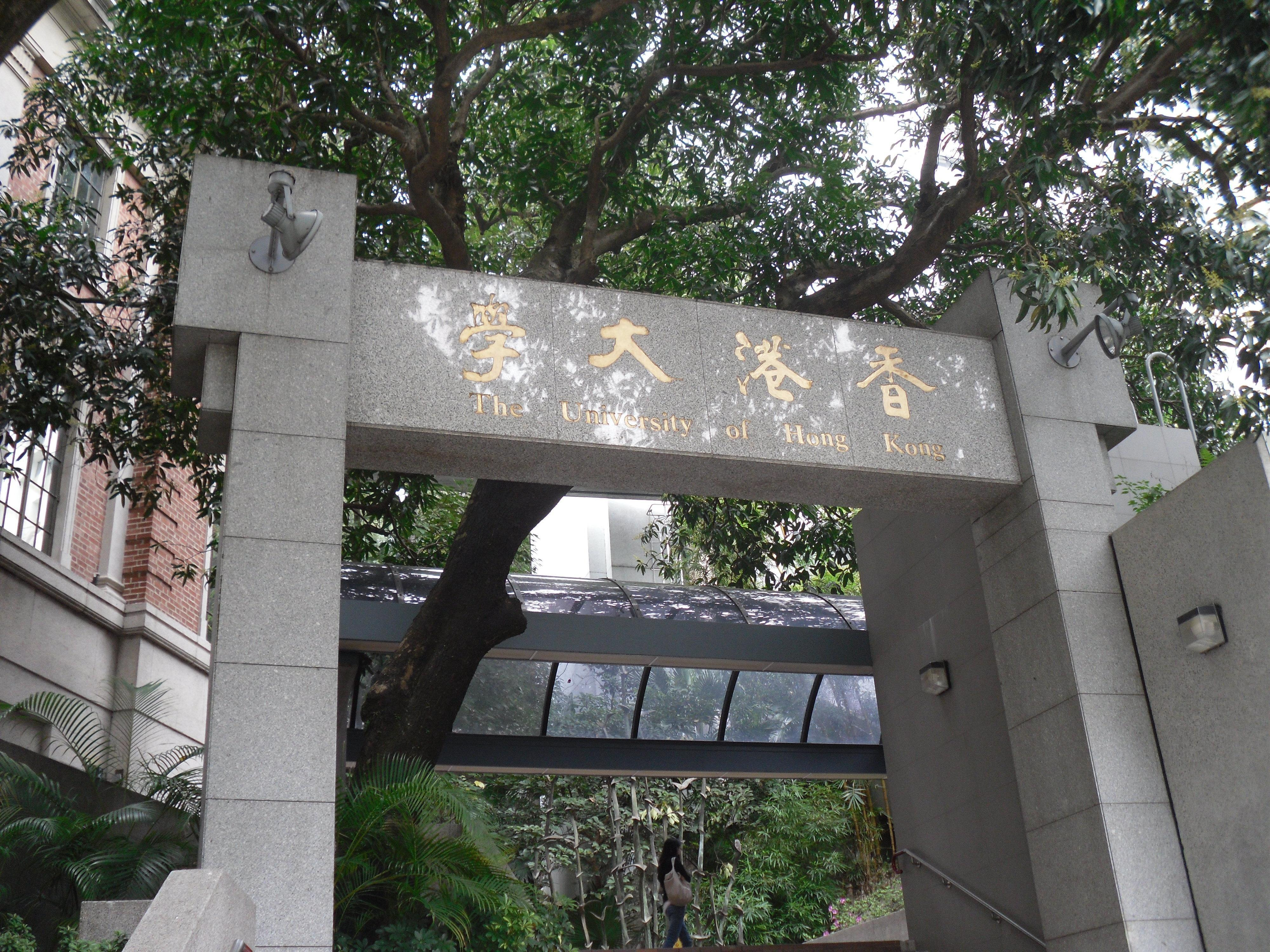
Der Osteingang der Universität Hongkong

Die Universität ist in 10 Fakultäten und eine Anzahl von Abteilungen ohne Fakultätsstatus untergliedert.

### Fakultäten
- Architektur
- Betriebs- und Volkswirtschaftslehre
- Ingenieurwesen
- Jura
- Kunst
- Medizin
- Naturwissenschaften
- Pädagogik
- Sozialwissenschaften
- Zahnmedizin

### Abteilungen ohne Fakultätsstatus
- APEC Study Centre
- Biomedical Engineering Research Centre
- Centre for the Advancement of University Teaching
- Centre for the Cellular Biology
- Center for E-Commerce Infrastructure Development (CECID) – Collaborated with the Department of Computer Science
- Centre for the Educational Leadership
- Centre of the Endocrinology and Diabetes
- Centre for Materials Science
- Centre of American Studies
- Centre of Asian Studies
- Centre of Buddhist Studies
- Centre of Urban Planning and Environmental Management
- Centre on Ageing
- CMI Support Centre
- Cognitive Science Centre
- Comparative Education Research Centre
- E-Business Technology Institute (ETI)
- English Centre
- General Education Unit
- Genome Research Centre
- Geographic/Land Information System Research Centre
- Hong Kong Centre for Problem-Based Learning
- HKU Pasteur Research Centre Ltd
- Institute of Human Performance
- Institute of Molecular Biology
- International Research Centre for Electric Vehicles
- Journalism and Media Studies Centre
- Kadoorie Agricultural Research Centre
- Neuroscience Research Centre
- School of Modern Languages and Cultures
- Swire Institute of Marine Science
- The Institute of Cardiovascular Science & Medicine
- Women’s Studies Research Centre

## Sonstiges
Laut dem Shanghai-Ranking belegte die Universität Hongkong im Jahr 2013 zusammen mit der Hong Kong University of Science and Technology den zweiten Platz auf lokaler Ebene im Bereich der Forschung.
Nach dem QS-Ranking steht die Universität Hongkong regelmäßig unter den dreißig besten Universitäten weltweit und unter den drei besten asiatischen Universitäten nach THE.